# Ласка

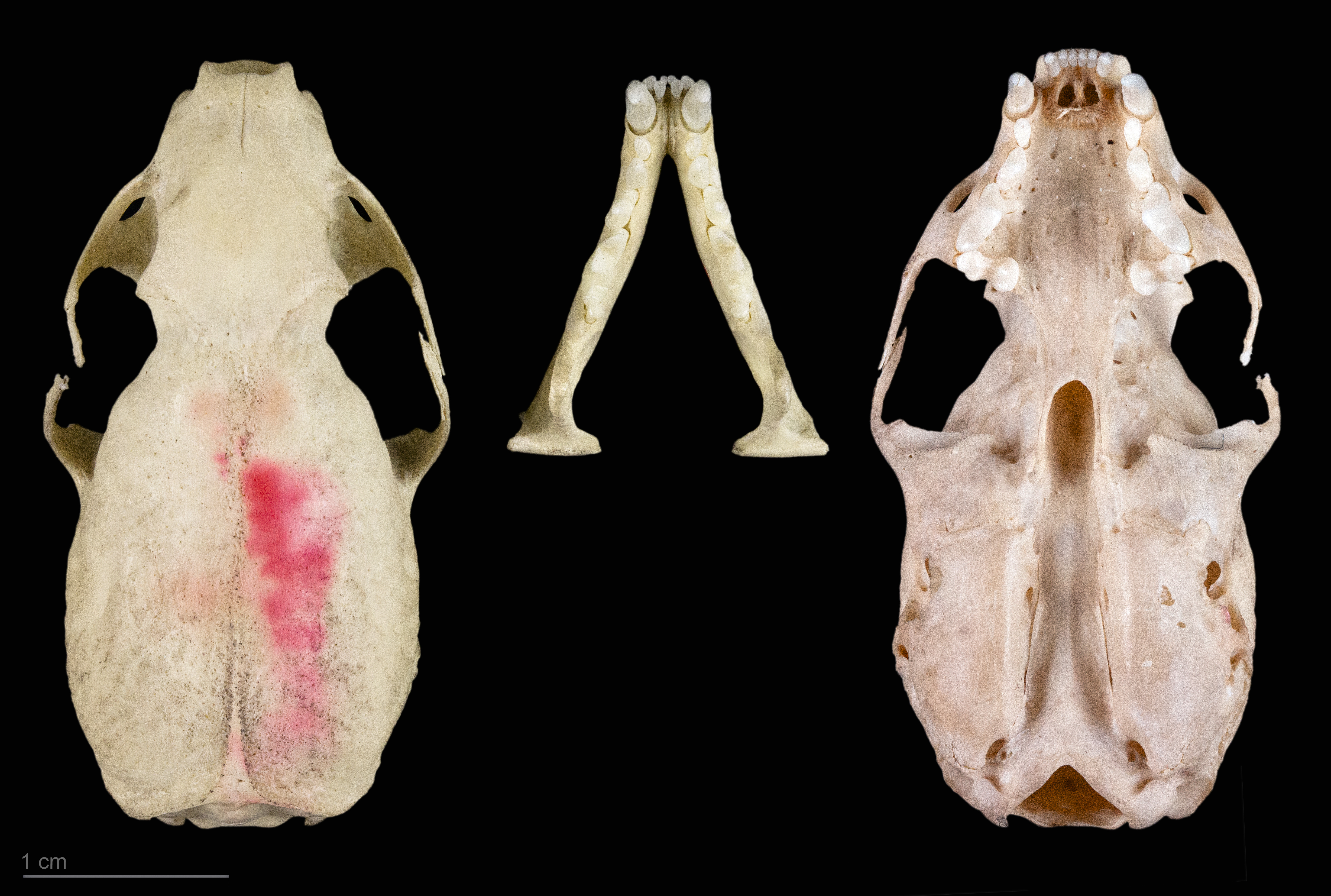
Череп Mustela nivalis - Тулузский музеум

Ласка, или обыкновенная ласка (лат. Mustela nivalis) — хищное млекопитающее семейства куньих, вид рода ласки и хорьки (Mustela). Водится на всех континентах Северного полушария.

## Этимология
Слово является общеславянским (др.-рус. ласица, рус. ласка, диал. ласица, ласта, ластка, ласточка, укр. ласиця, бел. ласка, ласiца, пол. łаsiса, диал. англ. łаska, чеш. lasice, диал. чеш. vlasice, laska, vlaska, др.-чеш. vlasicě, словац. lasica, laska, диал. словац. hlasica, н.-луж. łаskа, łаsyca, сербохорв. ласица, диал. болг. ласица, власица, церк.-слав. ласица). Его значение доподлинно неизвестно. Вероятно, что это слово, этимологически тождественное (омонимичное) общеславянскому же слову со значением «любовь, нежность» могло быть эвфемизмом для табуированного обозначения животного. Олег Трубачёв упоминает ряд исследователей, которые на основании др.-чеш. vlasicě и болг. власица (по-видимому, это вторичные варианты лексемы) восстанавливают праслав. *vьlаsъkа, якобы родственное прагерм. *wisulō(n) с тем же значением. Однако такая этимология, по мнению Трубачёва, является маловероятной. Также Трубачёв считает обозначение зверька тождественным слову «ласточка» и его многочисленным вариантам.
В говорах Псковской области для обозначения зверька, помимо лексем «ласка», «ластка», «ласточка» и «ласица», присутствует слово «ласёк» мужского рода. В некоторых русских диалектах лексема «ласка/ласица» употребляется в значении «вульва животного».
В болгарском языке и некоторых говорах сербохорватского языка для обозначения используются лексемы, близкие общеславянскому «невеста» (болг. невестулка, диал. невестичка, невеска, булчица; диал. сербохорв. невјеста, невстица, невјеска). По всей видимости, это обозначения является эвфемизмом и связано со свадебным обрядом, особо название животного табуировалось в Македонии. Также в болгарских говорах для обозначения ласки используются лексемы, связанные с образом поповны/попадьи или кумы: болг. попадийка, попова/батьова булчица, чумова сестра, калиманка, кадънка, кръстничка (также обозначение «попова булчица» используется и по отношению к суслику), где «калманка» является уменьшительным от «калимана» — «кума, крёстная мать». Из болгарского языка обозначение ласки, по-видимому, было заимствовано в румынский язык (рум. nevăstuică). В итальянском и испанском языках, также, как и румынский, являющихся романскими, обозначение ласки также имеет отношение к девушке, однако оно, судя по всему, возникло независимо от южных славян — итал. donnola, исп. comadreja. Французское и диалектное итальянское обозначение ласки, фр. bellette, диал. итал. bellora, вероятно, связано по признаку красоты. Название, связанное с красотой, известно и в болгарском языке — болг. хубавичка.

## Описание

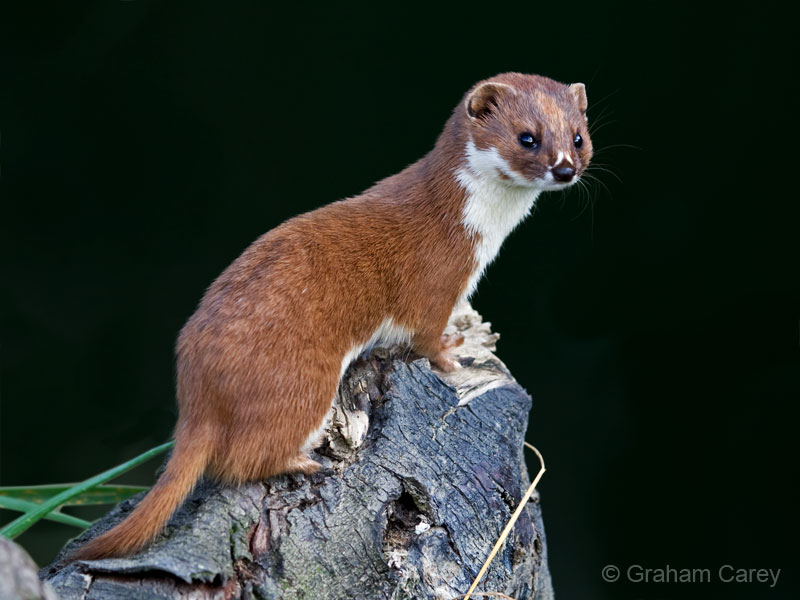
Ласка в летней окраске

Ласка — самый маленький представитель семейства куньих и отряда хищных в целом, но в соответствии с пропорциями тела она является самым сильным хищником. Максимально широкое распространение имеют относительно короткохвостые подвиды группы «nivalis» (pygmaea, namiyei, eskimo, rixosa):  длина тела самцов — 124—240 мм, хвоста — 17-36 мм, масса самцов — 45-180 г. Самки несколько мельче: длина тела — 112-204 мм, хвоста — 15-30 мм; масса — 30-117 г.
Строением длинного, гибкого тела и окраской меха очень напоминает горностая, но отличается мелкими размерами и более коротким, а главное, одноцветным хвостом; чёрной кисточки на хвосте у неё нет. Также тело ласки, как и у горностая, тонкое и длинное, с коротенькими лапками, вооружёнными очень острыми когтями, но отличается даже большей гибкостью, нежели у горностая. Голова продолговатая с маленькими округлыми ушами, нос на конце тупой и слегка раздвоенный. Хвост короткий, не пушистый, у крупных подвидов составляет не более трети длины тела, а у мелких — менее четверти. У основания хвоста имеются анальные железы, выделяющие жидкость с неприятным запахом. Когти на лапах тёмные.
Волосяной покров низкий и короткий, но в то же время плотный, густой и ровный. Линяет ласка два раза в год, и, как и в случае с горностаем, для неё характерна резкая перемена зимнего и летнего окраса волосяного покрова. В летнем мехе верх головы, спина, бока, хвост и наружные стороны лап — одноцветно буровато-коричневые (лишь у немногих особей летом кончик хвоста тёмно-коричневый). Горло, край верхней губы, грудь, брюхо и внутренняя поверхность лапок — чисто белого цвета. Позади углов рта — по бурому пятну. Густота меха одинакова летом и зимой, но летние волосы короче и тоньше зимних. Осенью ласка, за исключением некоторых южных районов обитания, сменяет летний бурый наряд на чисто белый зимний мех. У ласок, не белеющих на зиму, происходит полная линька, однако зимний мех по окрасу идентичен летнему. В различных частях ареала обычно линька у ласки протекает в определённом диапазоне среднедекадных температур: в среднем 0°-8° весной и 8°-0° осенью. Она протекает в зависимости от изменения длительности светового дня: весной при его увеличении, а осенью — при его, соответственно, уменьшении.
Бакулюм у самцов сравнительно тонкий, по строению схож с таковым у лесного хорька (тонкий, прямой, иногда изогнутый) и отличается от такового у горностая, основное отличие заключается в присутствии крючкообразного загиба на конце. Длина бакулюма составляет 9,7-23 мм.

## Распространение

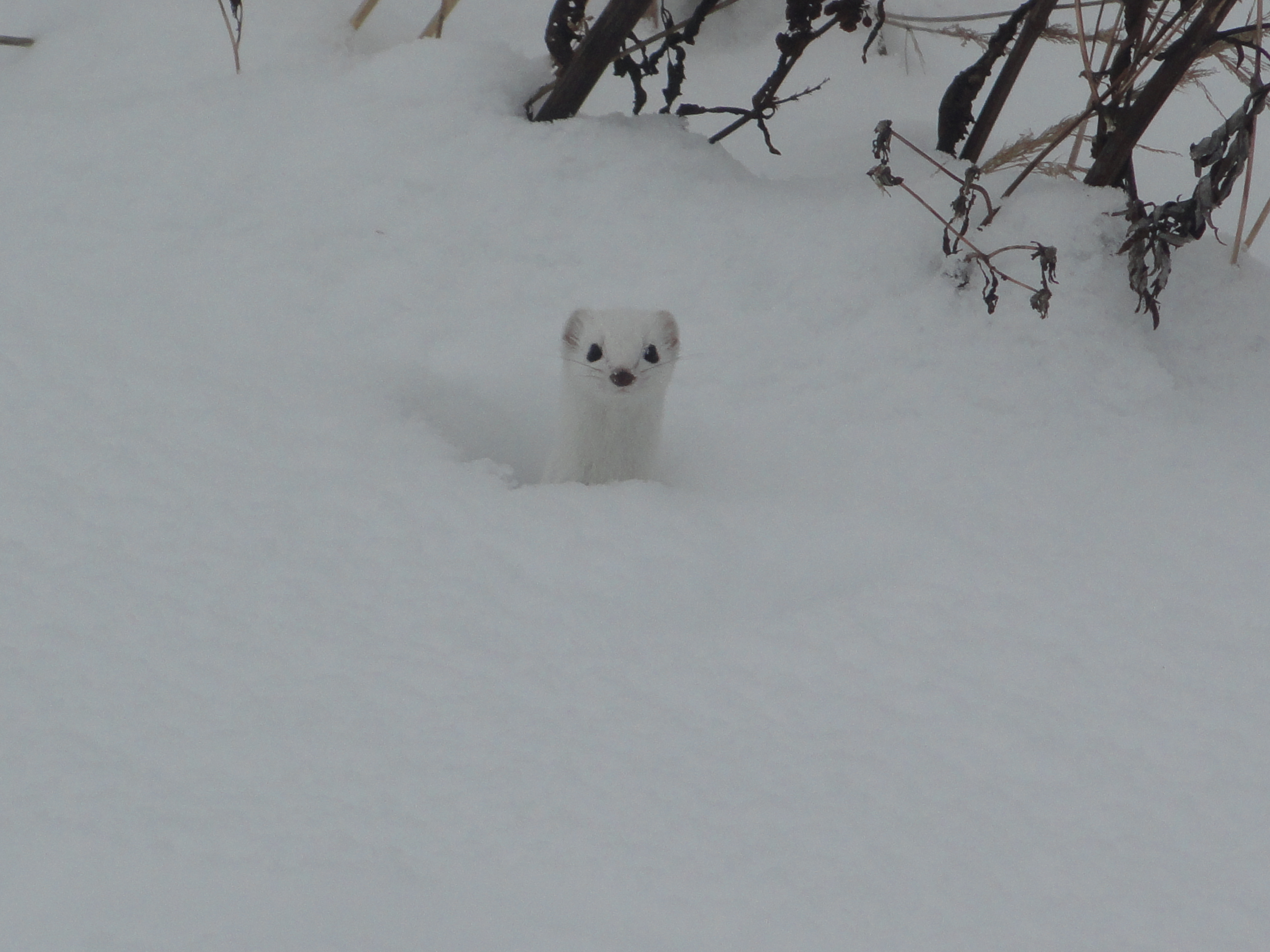
Ласка зимой (Могилёвская область Белоруссии)

Ласка является широко распространённым видом, она встречается в Евразии (по всей Европе (за исключением Ирландии) и на большей части Азии (на юг ареал доходит до северного Вьетнама)), Северной Африке (в Тунисе, Марокко, Алжире, в нижнем Египте) и севере Северной Америки (до Британской Колумбии и некоторых американских штатов (таких, как Монтана, Небраска, Иллинойс, Западная Вирджиния)). В России живёт повсеместно даже на севере, за исключением северной оконечности Таймыра, Карагинском, Командорских островов и других островов Северного Ледовитого океана. В Средней Азии отсутствует в центральных районах Кызылкума и Каракума.
На всём протяжении своего огромного ареала ласка обитает в самых разнообразных ландшафтах: в тундре, на полях и в лесах (как и лиственных, так и хвойных), в степях и лесостепях, в пустынях и полупустынях, в гористых (притом как и горные леса и редколесья, так и высокогорный альпийский пояс) и низменных местностях. Предпочитаемые местообитания аналогичны таковым у горностая (и у некоторых других мелких и среднего размера куньих, вроде лесного хорька), это местности, изобилующие потенциальной добычей и обладающие хорошими убежищами (например, в лесах это перелески, опушки, поляны, луга, заросли кустарника, старые гари, вырубки и захламлённые валежником берега маленьких речек). При этом в открытых местностях ласка поселяется чаще, чем горностай, кроме того, ласка предпочитает более сухие биотопы (в то время как горностай — более заболоченные или же расположенные вблизи водоёмов). Ласка не избегает и населённых людьми мест, включая города, даже крупные (например, встречается в городских парках). Опять же, вблизи человека она селится чаще, чем горностай.
Плотность популяции ласок и горностаев на территории Беларуси, как правило, варьирует в пределах от нескольких особей на 1 км² до 5-10 на 1 га в наиболее экологически ёмких местах. В целом популяция ласок в два-три раза больше по численности популяции горностая.
Селится под камнями, в дуплах, стогах сена, в норах, в садах, огородах, на кладбищах, в амбарах и других зданиях (как и жилых, так и нежилых; включая руинированные) и т. д. Гнездо для вывода потомства, равно как и постоянные жилища, устраиваются, в норах грызунов, а также в дуплах упавших (и в том числе подгнивших) деревьев, среди валежника, каменных глыб, и под старыми пнями. Самостоятельно норы, ласка, вероятно, не роет, а по другой версии, ласка (как и горностай) роет свои норы только в местах с грунтом, податливым для копания нор. Гнездо выстилает сухой травой, мхом, листьями каштанов и папоротников. Помимо постоянных жилищ ласка устраивает и временные, в пустотах среди груды камней, под корнями деревьев, под скальными навесами и ходами грызунов, а зимой — в подснежных полостях. Также зимой ласки, как и горностай, могут использовать в качестве жилья стога сена.

### Подвиды
Географическая изменчивость ярко выраженная и сложная, выражается в размерных показателях, обладающих широким размахом. Так, на севере и в центральных районах своего ареала размеры зверьков очень мелкие, в то время как на юге — сравнительно крупные, соразмерно уменьшается и длина хвоста: у ласок на юге ареала он вдвое длиннее ступни, в то время как на северо-востоке — короче; и напротив, с севера на юг отмечается тенденция уменьшения смены летней окраски на белую зимнюю. Так же и ласки из горных районов мельче равнинных. Факт сильной географической изменчивости ласки долгое время приводил к многочисленным разногласиям среди биологов, изучающих её систематику. На 1956 год подвиды были изучены крайне слабо. По данным справочника «Млекопитающие фауны России и сопредельных территорий», всего выделено 19 подвидов ласок, из которых на территории бывшего СССР обитают 7 (в том числе и 4 на территории России).
Учёными, начиная с немецкого биолога Фрица Франка, выделяются два варианта летнего окраса ласки: «nivalis» — контакт спины с белым брюхом резкий; и «vulgaris» — граница окраса спины и брюха имеет вид извилистой линии или чередующихся светлых и тёмных пятен, на брюхе расположены буроватые пятна, иногда сливающиеся в поперечную полосу. По данному характеру окрасов, а также размерам отдельных популяций выделяют целые группы подвидов. Так, Геннадий Барышников и Алексей Абрамов, на основании окраса, размеров и особенностей строения черепа выделяют три группы подвидов:
- Группа «nivalis» (nivalis-pygmaea-rixosa) — короткохвостые подвиды мелкого или среднего размера, с окрасом «nivalis», распространение — северная Европа и Азия, Северная Америка (куда проникли, вероятно, через Берингию);
- Группа «vulgaris» (vulgaris-boccamela) — подвиды средних размеров с умеренной длиной хвоста с окрасами «vulgaris» и «nivalis», распространение — центральная и Южная Европа, центр и юг Восточной Европы, Кавказ и Закавказье, Ближний Восток, Средняя Азия;
- Группа «numidica» (boccamela) — крупные длиннохвостые подвиды с окрасом nivalis. Ранее в эту группу включалась египетская ласка (Mustela subpalmata), в настоящее время признанная отдельным видом.

Согласно справочнику «Млекопитающие фауны России и сопредельных территорий», на территории России отмечаются следующие подвиды ласки:
- Группа «nivalis» (nivalis-pygmaea-rixosa):
  - Mustela nivalis nivalis L., 1766 — северная ласка, номинативный подвид, распространён в тундровой и таёжной зоне Русского Севера и Сибири (за исключением северо-востока), в степях Западной Сибири, в Забайкалье, Приморье, на Сахалине и Курилах.
  - Mustela nivalis pygmaea Allen, 1903 — колымская ласка, распространена в Северо-Восточной Сибири, включая Камчатку.
- Группа «vulgaris» (vulgaris-boccamela):
  - Mustela nivalis rossica Abramov et Baryshnikov, 2000 — русская ласка, распространена в центральной и южной части Восточной Европы (включая европейскую часть России) от Беларуси до Урала.
  - Mustela nivalis caucasica Barrett-Hamilton, 1900 — кавказская ласка [syn.  Mustela nivalis dinniki Satunin, 1907], распространена на Большом Кавказе, а также в Закавказье и Турции.

## Поведение
В целом образ жизни и поведение ласки схожи с таковыми у горностая. Она активна круглый год и ведёт преимущественно ночной и сумеречный образ жизни. Ласка держится оседло, и совершает крупные миграции на дальние расстояние лишь в голодные годы. Ласка очень ловка и проворна, быстро бегает, хорошо лазает и плавает, отличается большой смелостью и агрессивностью и является опасным врагом для мелких животных. Ласка не боится в том числе и человека (особенно если особь проживает вблизи присутствия человека или даже в самом населённом пункте), при встрече с ним она либо отбегает на небольшое расстояние и встаёт на задние лапы, чтобы лучше рассмотреть, либо пытается нападать. Вообще ласка, как и многие другие куньи, отличается бесстрашным характером, она настойчивый и ловкий хищник, во время охоты проявляющий азарт.
Ласка является территориальным животным, тщательно обходя свой охотничий участок в поисках добычи, размеры которого различаются в зависимости от обильности кормовой базы.
Часто ласки образуют колонии.
Ласка — молчаливое животное, и звуки она подаёт нечасто. Во время игр, ухаживаний, а также в случае подзывания матерями детёнышей ласка гукает — издаёт высокое тремоло. Будучи недовольной или находясь в опасности, ласка шипит, а нападая — цыкает и чирикает. Испытывая боль, ласки пищат, в частности, писк можно услышать во время драк между особями.
Ласка способна залезать на деревья, согласно наблюдениям на Кавказе, тамошние ласки часто залезают на деревья, где ловят соней-полчков.
Передвигается прыжками длиной 25—30 см. Цепочка следов ласки извилиста, гораздо больше, чем у горностая, однако размеры следов и длина прыжка меньше.

## Питание

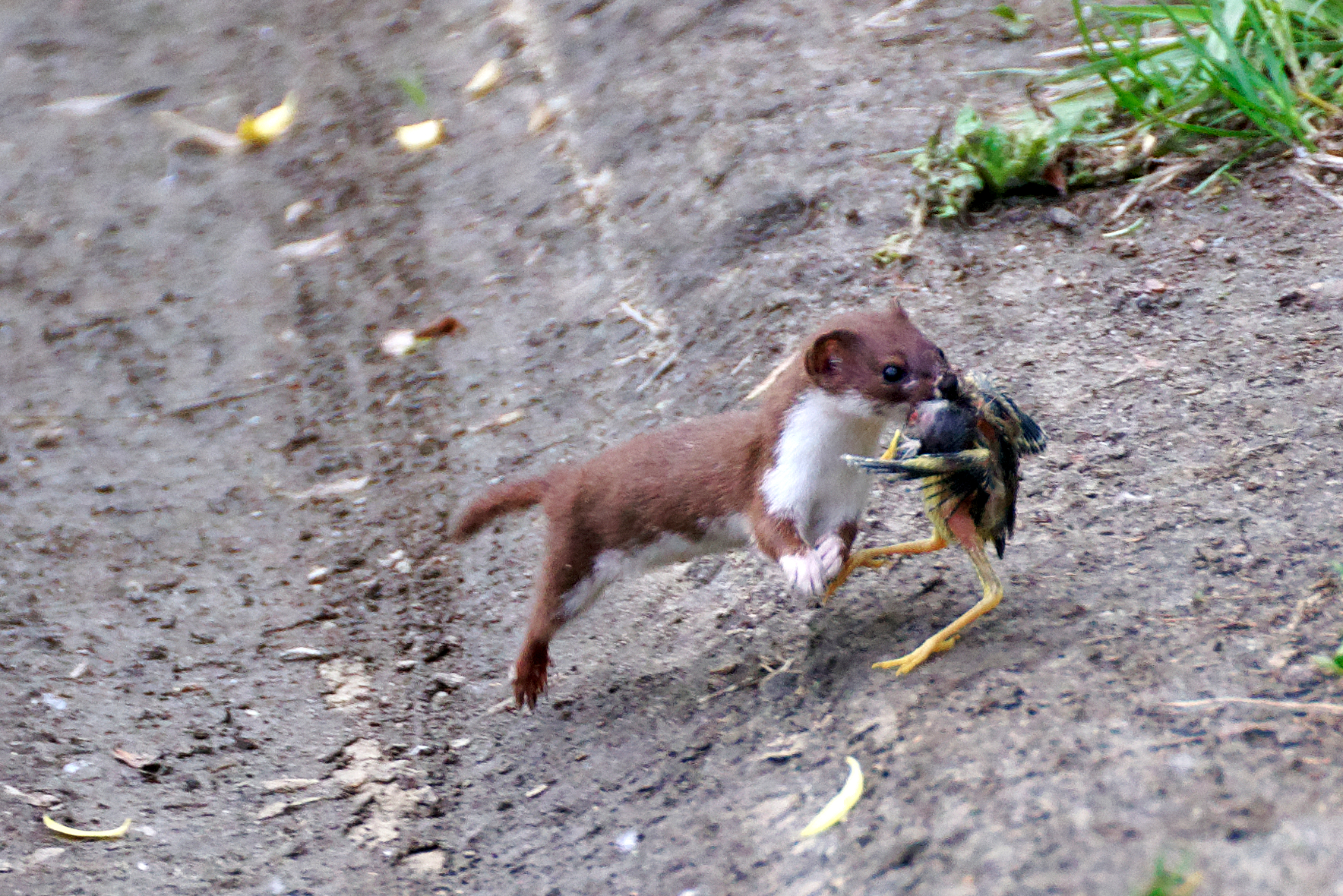
Ласка, стащившая птенца из гнезда

Ласка питается преимущественно грызунами, круг добычи составляют домовые, полевые и лесные мыши, землеройки, полёвки, крысы, тушканчики, песчанки, лемминги, хомяки, кроты, молодые кролики и пищухи, мелкие птицы (из более крупных, например, голуби), птенцы (включая цыплят); а также рептилии (ящерицы, медянки, ужи, даже гадюки), лягушки и рыбы. Иногда ласка питается падалью, в аридных местностях также насекомыми (например, поедает саранчу), а, например, в Приморье — наземными моллюсками и выброшенных на берег морскими животными. Любимой пищей ласок являются мелкие полёвки и мыши, которыми питается почти исключительно, значительно реже ласки поедают водяных крыс, птиц, земноводных и т.д.. Вблизи человеческих поселений ласки могут добывать домашнюю птицу, но и сами становиться жертвой, например, кошек. В поисках добычи ласка обыскивает все места её потенциального нахождения, в том числе и залезая в её норы, зимой в северных частях ареала, активно добывает пищу под толщей снега, ведя таким образом преимущественно подснежный образ жизни. Убивает свою жертву молниеносно, прокусывая её затылок (подобный способ убийства добычи характерен и для других куньих). При избытке кормов делает запасы, нередко в несколько десятков мёртвых зверьков, хотя также поедают лишь небольшую часть убитых ей животных, преимущественно питаясь головным мозгом. Поедает ласка свою добычу обычно в норе или в укрытии.
В местах, где её не преследуют, ласка охотится и днём, и ночью. Ласка, как уже было указано выше, обладающая бесстрашным характером, иногда успешно отбивается даже от сравнительно крупных хищных птиц (например, коршунов). Существует мнение, что у ласок, проживающих поблизости от конюшен, особым лакомством считается конский пот, содержащий большое количество соли. Испугавшаяся из-за этого лошадь начинает биться и топтаться до изнеможения, активно выделяя пену, а грива и хвост начинают сваливаться в колтуны. Однако научного подтверждения данного факта на данный момент обнаружить не удалось. В фольклоре многих народов считалось, что спутанная в результате деятельности ласок грива — дело рук нечистой силы. Например, восточные славяне считали, что лошадям гривы спутывает леший или домовой. Для предотвращения присутствия ласок в конюшнях там поселяют коз, чей запах отпугивает ласок.
В день ласка добывает до 30-40 мышей, а за год — до трёх-четырёх тысяч и проходит в поисках корма 1,5-2,5 км.

## Размножение
Ласка — полигамное животное. Период течки и спаривание зависит от климатических условий, но в среднем происходит весной в марте-апреле. После пятинедельной (34-35 дней) беременности самка рождает от от 3 до 11 детёнышей, чаще всего четырёх, которых заботливо охраняет и защищает, перенося в случае опасности в зубах в другое место. Известны случаи нахождения отдельных помётов с мая по январь. Детёныши рождаются слепыми, весом 1-1,7 г и покрытые белым пухом (постепенно, с 10-15 по 25-40 дни, сменяющимися ювенальными волосами с двухцветной окраской), однако растут они быстро. Уже в возрасте 3 недель прорезаются молочные зубы (на 9-11 день) и открываются уши (на 19-21 день) и глаза (на 20-24 день), а в возрасте 4 недель они начинают реагировать на угрозу циканием, а на испуг — выделением анального секрета. Хищнический рефлекс проявляется у ласок на втором месяце жизни: в 2-4 недели они уже способны есть добычу, принесённую и разорванную матерью, в 5 недель они уже способны разгрызать добычу самостоятельно, а к концу 7-й недели уже могут самостоятельно охотиться. Выводок держится 3-4 месяца. В возрасте 9-11 месяцев у самок наступает половозрелость.
В условиях дикой природы ласки могут жить до 5 лет, средняя продолжительность жизни в домашних условиях составляет около 8 лет. Естественными врагами, как и у горностая являются лисица, росомаха, соболь, хищные птицы (как и дневные, так и ночные).
Численность популяции ласок подвержена колебаниям в зависимости от наличия кормовой базы, однако перепады относительно невелики, и по годам меняются в 4-9 раз, очень редко в 25 раз.

## Генетика
В кариотипе присутствуют 42 хромосомы, число плеч аутосом — 68.

## Значение для человека
Неутомимым истреблением грызунов-вредителей ласка приносит большую пользу сельскому и лесному хозяйству, которая, во всяком случае, перевешивает вред, приносимый ею иногда курятникам. Особая польза от ласки в районах интенсивного земледелия и возле населённых пунктов.
Шерсть ласок дорогая, так как ласки редко встречаются в Европе. В то же время в России шкурки ласок малоценны, охота на ласок не ведётся, и в пушном промысле добываются они лишь случайно. В СССР мех ласки шёл на женские меховые головные уборы, меховые воротники, муфты, горжетки в виде шарфиков, палантины и т. д..
Ласка, как и многие другие куньи, может быть приручена, особенно с раннего возраста.
В Древнем Риме и раннесредневековой Европе ласка наравне с куницей была домашним животным, поскольку охотилась на мышей. Однако в связи с плохой приручаемостью ласки и, в большей степени, появлением в Европе серой крысы, с которой ласке было затруднительно справиться, в качестве защитника запасов в этой роли её вытеснили другие животные — хорьки (фретка), кошки и, в течение некоторого периода, также генеты.

## Ласки в культуре

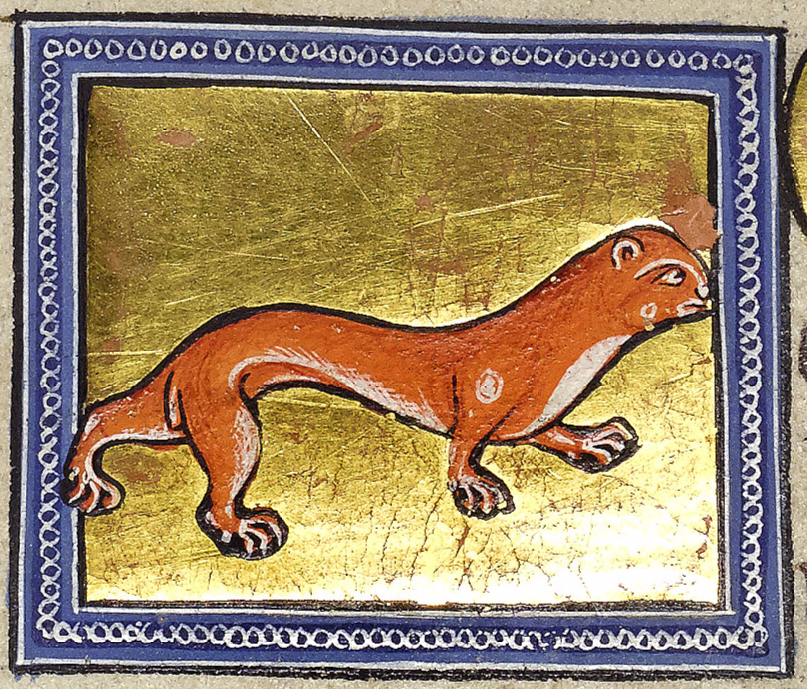
Ласка, миниатюра из Абердинского бестиария XII в.

Образ ласки в культуре во многом схож с образами других видов семейства куньих. В культуре она, как правило, является проворным и хитрым животным.

### В мифологии
- В славянской мифологии ласка, как и другие куньи (да и практически все пушные звери) является хтоническим животным, то есть ассоциированным со землёй[40], при этом она, как и другие куньи, обнаруживает явное родство с т.н. «гадами» — рептилиями и земноводными; а также кротами и мышами[41]. В частности, близость к гадам проявляется в довольно редком использовании в обрядах вызывания дождя, так же, как используют змей, лягушек, ящериц, раков и различные насекомых. Также  ласка считается ядовитой, подобно змее (карпатские украинцы считали особенно губительным для скота именно укус ласки; а поляки Хелмского воеводства верили, что от укуса ласки домашнее животное (напр., корова или курица) может умереть; в некоторых районах Болгарии и Западных Бескидах (Польша) верили, что ласка, напустив в еду или кувшин с водой свою ядовитую слюну, может отравить и людей)[42]. В мифологии ласка является однозначно женским образом (особенно у южных и западных славян)[43], у южных славян образ ласки переплетён с образом невесты (см. название), чего у восточных славян не встречается (у них эту роль имеет куница) за парой исключений[44]: в бойковской свадебной песне, записанной в селе Лолин (ныне Выгодская поселковая громада Ивано-Франковской области Украины) лаской называется невеста[45], а в карпатоукраинской зоне в целом известен сюжет шуточных народных песен про совместную жизнь зайца и ласки, содержащий мотив брака[46]. Одним из верований, связанных с лаской, является месть тому, кто отказывает беременной в просьбе. Так, сербы верили, что если не дать беременной того, что она просит, то отказавшему ласка или мышь прогрызёт одежду[47].
- Боткий Ширтка — персонаж чечено-ингушской мифологии, чьё имя значит «ласка». Был назван так за способность быстро перемещаться между мирами. Ласку называли "Ширтка, уходящий в мир «Эл» и возвращающийся в мир «солнечный».[48][49]
- Кама-итати — демон-ёкай в японском фольклоре.
- Известен южнославянский и дакороманский фольклорный и мифологический сюжет превращения царевны или поповны в ласку в качестве наказания из-за лени во время прядения. Например, в одном румынском сказании некий молодец берёт в замуж красавицу-поповну, оказывающуюся лентяйкой. Она отказывается прясть, и кудель с прялкой забрасываются на чердак, где появляются мыши. Муж, покинувший нерадивую жену, обращается за помощью к святой Пятнице, которая велит ему вернуться домой, где тот найдёт зверька по имени «жёнушка» (т. е. ласку), который будет настолько ядовит, что вся покусанная им скотина погибнет, если предварительно не дать ей воды, пропущенной через мешок из шкуры этого зверька. Муж боится возвращаться, но Пятница даёт советы, как пронзить ласку: воткнуть веретено в кудель, затем положить его на прялку, после чего зверёк, больше всего на свете боящийся прялки и кудели, в страхе убежит (данный метод изгнания ласки известен, например, на Балканском полуострове). Поскольку образ святой Пятницы связан с прядением (известен запрет прясть именно в пятницу), вероятно, что нерадивая поповна, отказавшаяся прясть, была обращена в ласку именно Пятницей[4][50]. У восточных славян связь ласки и прядения выражен в белорусской игровой детской песенке[51]:

— Ласачка Парасачка,

Дзе была?

— У Бога.

— Што дзелала?

— Кросны ткала.

— Шчо заткала?

— Кусок сала.

- В быличках южных (и отчасти западных) славян распространён сюжет, как работавшие в поле люди (пахари, косари) находят гнездо ласки с детёнышами и относят в безопасное место. Спустя время ласка, не найдя детёнышей, в отместку пускает свою ядовитую слюну в еду/воду людей, но успешно найдя своих детёнышей, ласка утаскивает еду/опрокидывает кувшин с водой, чтобы люди не отравились. У восточных славян вместо ласки фигурирует ящерица или уж[52]. По представлением болгар, рассерженная ласка может поесть у спящих людей волосы и брови[53].
- В мифологии лужичан существует разновидность вампиров нем. die Golen, оборачивающихся ласками и в ласочьем облике высасывают у людей кровь (также эти вампиры по ночам разрывают свежие могилы и пожирают тела покойников[41], что сближает со средневековыми немецкими верованиями про нахцереров).
- В окрестностях польского города Стары-Сонч верят, что если несколько раз позвать ласку, обратившись к ней «пани ласка» (пол. pani łasia), то она появится, будет ластится и укажет на место закопанного клада[41].
- В Болагрии в заговорах для изгнания мышей из дома присутствует элемент призыва ласки «на мышиную свадьбу»[54].
- В восточном Полесье в Беларуси и на Украине ласка нередко отождествляется с домовым, вплоть до того, что обозначения ласки и домового являются синонимами[55].
- Помимо якобы спутывания лошадиных грив, у славян бытует следующее представление о ласке: она якобы может прикрепляться к коровьему вымени и сосать молоко, из-за чего в некоторых вариантах поверий молоко становится кровавым. Такое же свойство приписывается ужу, лягушке[56] и ежу.
- Мордовская народная сказка «Злая мачеха» (распространена как и у мокшан, так и у эрзян) — ласка помогает доброй падчерице, посланным отцом к Бабе-Яге по приказу мачехи. Разумеется, когда мачеха отправляет свою родную дочь, то ласка ей уже не помогает.
- В средневековых бестиариях при описании ласки часто присутствует мотив размножения животного через рот или уши. Так, в византийском манускрипте «Физиолог», широко распространённым на Руси, ласка описывается следующим образом:

О ласици. Закон глаголет: «Не яжь ласици, ни подобнаго ей». Фисилог рече о ласици, яко се естество имать: и усты своими приимет (семя) от мужа своего, и непраздна бывши, родит дети ушима. Суть неции духовный хлеб ядущеи в церкви, и, егда излезут, извергнут слово из ушию своею, уподобившеся нечистей ласици, ни подобнаго ей.— О ласке // Кир.-Бел. 68/1145 Палея толковая. Физиолог. (из собрания РНБ) (ст.-слав.). — 60-70-е гг. XV в.. — 390 с.; Физиолог (Кирилло-Белозерский список) // Физиолог / отв. ред. Дмитриев Л. А.. — СПб.: Наука, 1996. — С. 26. — (Литературные памятники). — 1000 экз. — ISBN 5-02-028154-9.

Закон говорит: «Не ешь ласку, ни подобного ей».
Физиолог говорит о ласке, что она имеет такое свойство: ртом принимает от самца и, зачав, рождает ушами. Но плохо, что рождают из слуха.
«Не ешь ласку, ни подобного ей», — говорит Закон.
— Физиолог (перевод греческого текста) // Физиолог / отв. ред. Дмитриев Л. А.. — СПб.: Наука, 1996. — С. 139. — (Литературные памятники). — 1000 экз. — ISBN 5-02-028154-9.
В свою очередь, в «Бестиарии любви» французского поэта-песенника и трувера XIII века Ришара де Фурниваля данная особенность обыгрывается, опираясь на вынесенную в название любовную тематику:

Совсем как Ласка, которая зачинает через ухо и рожает через рот. Такова же природа и женщин; как только услышат они какие-либо нежные слова и почувствуют расположение к любви, так что как бы зачнут ее через уши, — тут же исторгают через рот, избавляясь от нее через отказ, и поспешно в разговоре перескакивают на другую тему, как бы заподозрив неладное.— Ришар де Фурниваль. Бестиарий любви = Bestiaire d’amour. — XIII в..
Подобное представление, вероятно, восходит к трудам древнегреческого писателя и философа Плутарха, в частности, упоминается в трактате «Об Исиде и Осирисе»:

До сих пор многие думают и рассказывают, что ласка зачинает через ухо, а рождает — через рот, и что это — подобие рождения слова...
— Плутарх. Об Исиде и Осирисе / пер. Н. Н. Трухиной. — 1977.

### Кинематограф
- В авангардном фильме ужасов «Валерия и неделя чудес» (чеш. Valerie a týden divů, 1970 год), ласка — отрицательный персонаж, убивающий домашних птиц, предвестник несчастий. Также лаской герои называют вампиров: «Теперь она тоже стала лаской…»
- В мультфильме «Ледниковый период 3. Эра Динозавров» присутствует ласка Бак.
- В мультфильме «Бесподобный мистер Фокс» есть персонаж: ласка, работающий агентом по недвижимости.
- В испанском мультсериале «Гадкий утёнок» в качестве отрицательных персонажей представлены две ласки.
- В аниме Хироси Сибаси «Внук Нурарихёна» во втором сезоне присутствует положительный персонаж-ёкай, превращающийся днём в ласку, по имени Итаку.
- В мультфильме «Снежная Королева» белая ласка по кличке Лута является другом Герды, с которым она отправляется к замку Снежной Королевы.
- В мультсериале «Футурама» мутировавшая ласка используется вместо перечницы в ресторане Эльзара. Когда её тянут за хвост, из ноздрей выделяется облако пыли, которое и является приправой. Так как действие мультфильма происходит в далёком, экстравагантном будущем, ничего странного герои в этом не видят.
- В южнокорейском мультфильме «Отважная Лифи» ласка является главной злодейкой, убившей жену селезня Странника и его самого, затем пыталась добраться до курочки Лифи и приёмного сына утёнка Грина.
- В фильме «Кто подставил кролика Роджера» в качестве отрицательных персонажей представлена банда из пяти мультяшных ласок.
- В мультфильме «Лео и Тиг» имеется персонаж ласка по имени Мила.

### В геральдике
- Ласка присутствует на гербе Ласкарихинского сельского поселения Кинешемского района Ивановской области.

### Музыка
- Pop Goes the Weasel — английская народная детская песня.